# Jamie Howard
James Howard Gibson (* 23. Dezember 1976 in Hanover, West Virginia, USA), besser bekannt als Jamie Noble, ist ein ehemaliger US-amerikanischer Profi-Wrestler. Bekannt wurde er für seine Auftritte bei Ring of Honor, World Championship Wrestling, sowie World Wrestling Entertainment. Gibson ist ehemaliger Cruiserweight Champion sowie ehemaliger RoH World Champion.

## Karriere

### Anfänge und WCW
Nachdem Gibson von Dean Malenko trainiert wurde, gab er sein Profidebüt 1995 bei Renegade Championship Wrestling. Anschließend wechselte er in die WCW, wo er den maskierten Jamie-San darstellte. Er wurde Mitglied des Stables Jung Dragons (mit Jimmy Yang und Kaz Hayashi) und fehdete gegen das Stable 3 Count (Shane Helms, Shannon Moore und Evan Karagias). Danach bildete er, ohne Maske und als Jamie Knoble, ein Tag Team mit Karagias.

### WWE
Unter dem Namen Jamie Noble bestritt er sein SmackDown Debüt am 6. Juni 2002 und wurde wenig später Cruiserweight Champion, um mit Tajiri und Billy Kidman um den Titel zu fehden. Am 15. September 2004 wurde Gibson wegen Einnahme von Testosteron Hormonen, einem Dopingmittel, von der WWE entlassen, mit einer Option auf Rückkehr.

### Independent-Bereich
Nach seiner Entlassung trat er als James Gibson bei den Ligen New Japan Pro Wrestling, Heartland Wrestling Association, Pro Wrestling Guerrilla, Italian Championship Wrestling und Ring of Honor auf. Bei letzterer durfte er am 12. August 2005 den RoH World Title gegen CM Punk, Samoa Joe und Christopher Daniels erringen. Er musste den Titel jedoch am 17. September des Jahres wieder an Bryan Danielson abgeben.

### Rückkehr zur WWE
Am 17. Dezember 2005 kehrte Jamie Noble zur WWE zurück. Man bildete ein Team mit Kid Kash, das sich The Pit Bulls nannte. Ohne große Erfolge wurde das Team durch die Entlassung Kash's am 27. September 2006 wieder getrennt. Danach arbeitete Gibson fast nur als Jobber. 2007 begann er erneut ein Programm um den Cruiserweight Titel, er durfte diesen jedoch nicht gewinnen. Danach kehrte er zeitweise zum Jobberstatus zurück. Danach befand er sich in einem Fehdenprogramm mit Chuck Palumbo, in welchem auch die Wrestlerin Michelle McCool involviert war. Am 25. Juni 2008 wechselte er zur Montagssendung RAW.
Dort fehdete er kurze Zeit mit dem 2008 King-of-the-Ring-Gewinner William Regal. Zuletzt hatte Noble 2 Matches gegen Sheamus, welcher ihn schwer verletzte.
Am 2. November 2009 bestritt er sein letztes offizielles Match gegen Sheamus. Acht Tage später am 10. November 2009 wurde bekanntgegeben, dass sich Jamie Noble nach einer 14-jährigen Karriere aufgrund von Rücken-, Hals- und Schulterverletzungen aus dem Professional Wrestling zurückzieht. Seitdem ist er als Trainer in der WWE tätig.
Seit November 2014 tritt er zusammen mit Joey Mercury als Security von Seth Rollins in den Live-Shows auf.

## Erfolge
- World Wrestling Entertainment
1× WWE Cruiserweight Champion
- Heartland Wrestling Association
1× HWA Cruiserweight Champion
- Independent Professional Wrestling
1× IPW Light Heavyweight Champion
- Ring of Honor
1× ROH World Champion